# Erebango
Erebango là một đô thị thuộc bang Rio Grande do Sul, Brasil. Đô thị này có diện tích 151,775 km², dân số năm 2007 là 2881 người, mật độ 18,92 người/km².